# Regina Blandón
María Regina Blandón Marrón (Ciudad de México, 25 de julio de 1990), conocida como Regina Blandón, es una actriz mexicana. 
Entre sus trabajos más destacados se incluye su personificación como Bibi, en la serie de televisión La familia P. Luche (2002-2012), así como sus intervenciones en series como Historia de un crimen: La búsqueda (2020) y Accidente (2024), y en películas como Mirreyes vs Godínez (2019) y Como novio de pueblo (2019).

## Biografía y carrera

### 1990-2002: primeros años
María Regina Blandón Marrón nació el 25 de julio de 1990 en Ciudad de México, siendo hija del actor Roberto Blandón y de Regina Marrón.

### 2002-2012:La familia P. Luche
Blandón inició su carrera actoral en 2002, año en que debutó como actriz infantil en la serie de televisión, La familia P. Luche, en la que personificó a Bibiana «Bibi» P.Luche Dávalos, dicho personaje consagró su carrera a tempranos inicios al ser con el que logró conseguir notabilidad artística en los medios de comunicación.  
En 2003 debutó en el cine en la película El misterio del Trinidad, por cuya interpretación recibió una nominación al Premio Ariel en la categoría mejor co-actuación femenina.
La familia P. Luche finalizó sus transmisiones el 24 de diciembre de 2012. 

### 2013-presente: proyectos y vida posterior
En 2013, se integró al reparto del musical Hoy no me puedo levantar. Ese mismo año, participó en el programa de comedia Me caigo de risa, en el que permaneció hasta 2017. En este último año, contrajo matrimonio con el actor Roberto Flores, de quien se divorció en 2018. 
En 2019, protagonizó la película Mirreyes vs Godínez.

## Filmografía

### Cine
| Año  | Título                               | Papel           |
| ---- | ------------------------------------ | --------------- |
| 2003 | El misterio del Trinidad             | Ana Aguirre     |
| 2003 | Zurdo                                | Carmina         |
| 2007 | Esa noche (cortometraje)             | Luisa           |
| 2014 | Sunsen Heart (cortometraje)          | Mónica          |
| 2016 | La Niña de la Mina                   | Sara            |
| 2018 | Un ritmo sin palabras: Beat          | Carolina        |
| 2018 | Loca por el trabajo                  | Fabiana         |
| 2019 | Mirreyes vs Godínez                  | Michelle Kuri   |
| 2019 | Como novio de pueblo                 | Martina         |
| 2019 | Dulce familia                        | Bárbara         |
| 2019 | En las buenas y en las malas         | Ale             |
| 2019 | Placa de acero                       | Alicia          |
| 2020 | Cindy la Regia                       | Angie           |
| 2020 | La liga de los 5                     | Dolores (voz)   |
| 2020 | Los Croods 2: Una Nueva Era          | Eep Crood (voz) |
| 2020 | El paraíso de la invención           | Psicóloga       |
| 2021 | Guerra de likes                      | Raquel Gaméz    |
| 2021 | Sin Hijos                            | Marina          |
| 2022 | Mirreyes contra Godínez 2: El retiro | Michelle Kuri   |
| 2022 | Con los años que me quedan           | Macarena        |
| 2023 | Maquillame otra vez                  | Rita            |
| 2023 | Invitación a un asesinato            | Agatha          |

### Televisión
| Año        | Título                                        | Papel                                | Notas                    |
| ---------- | --------------------------------------------- | ------------------------------------ | ------------------------ |
| 2002-2012  | La familia P.Luche                            | Bibiana «Bibi» P.Luche Dávalos       |                          |
| 2003       | Velo de novia                                 | Ceci                                 | Participación especial   |
| 2006       | Hospital El Paisa                             | Exorcisada                           |                          |
| 2007       | XHDRBZ                                        | Bibiana «Bibi» P.Luche Dávalos       |                          |
| 2009       | Los simuladores                               | Violeta                              | Temporada 2, episodio 10 |
| 2014, 2017 | Me caigo de risa                              | Ella misma                           |                          |
| 2015       | Que te perdone Dios                           | Helena Fuentes de Joven              |                          |
| 2015       | Turnocturno                                   | Ella misma                           |                          |
| 2015       | Adal el Show                                  | Ella misma                           |                          |
| 2016       | El hotel de los secretos                      | Matilde Salaverry                    |                          |
| 2016       | Drunk History: El lado borroso de la historia | Oliveira del Pozo «la carambada»     |                          |
| 2016-19    | Súper X                                       | Tatiana                              |                          |
| 2017-19    | Renta congelada                               | Ana Donají-Álvarez Sáenz «la Vegana» |                          |
| 2019       | ¿Quién es la máscara?                         | Zorro                                | Undécima eliminada       |
| 2019       | Comedy Central Duelo de comediantes           | Humorista                            |                          |
| 2020       | Historia de un crimen: La búsqueda            | Reportera Carolina Tello             |                          |
| 2021       | Remodelaciones con celebridades México        | Ella misma                           |                          |
| 2024       | Accidente                                     | Carla                                |                          |
| 2025       | Mentiras                                      | Yuri                                 |                          |

### Teatro
- The Bad and the Better (2012) Off-Broadway at the Peter Jay Sharpe Theatre, Playwrights Horizons, New York City- Inez.
- Hoy no me puedo levantar (2014-2015)- Patricia / Malena
- La caja (2012-2013) - Marina
- Bright Ideas (2015)- Ginebra Bradley
- The 24 Hour Plays" (2014)-Self
- Los Bonobos (2015)- Lola
- Divorciadas (2013, 2015, 2016)- Jimena
- Parásitos (2016, 2018, 2020)- Julia Santos
- Happy (2019)- Eva
- The Pillowman (2019, 2022)- Katurian Katurian Katurian
- Pulmones (2022, 2023)- Ella
- Mentidrags (2023, 2024)- Emmanuel

## Premios y nominaciones

### Premios Ariel
| Año  | Categoría                   | Trabajo nominado         | Resultado |
| ---- | --------------------------- | ------------------------ | --------- |
| 2004 | Mejor co-actuación femenina | El misterio del Trinidad | Nominada  |

### Premios TVyNovelas
| Año  | Categoría               | Trabajo nominado         | Resultado |
| ---- | ----------------------- | ------------------------ | --------- |
| 2017 | Mejor actriz revelación | El hotel de los secretos | Nominada  |